# Bungus Timur
Bungus Timur is een bestuurslaag in het regentschap Padang van de provincie West-Sumatra, Indonesië. Bungus Timur telt 5322 inwoners (volkstelling 2010).